# Université de Mayence (1477-1798)
Pour les articles homonymes, voir Université de Mayence.
La première université de Mayence est une université fondée par l'archevêque de Mayence en 1477. Elle passe en 1618 sous la direction de la Compagnie de Jésus qui la gère durant les XVIe et XVIIIe siècles, et est officiellement supprimée peu après leur départ, en 1798.

## Histoire
L'université doit son existence à l'initiative du prince électeur archevêque de Mayence de 1462 à 1475 et chancelier d'Empire, Adolphe II de Nassau, qui fit les démarches nécessaire pour obtenir du pape une 'charte de fondation'. Ce fut toutefois son successeur sur le siège archiépiscopal de Mayence, Diether von Isenburg qui eut le privilège de procéder à son inauguration en 1477.
Après la construction des nouveaux bâtiments de l'université en 1615-1618 l'université de Mayence fut confiée aux jésuites. Ceux-ci doivent la quitter lorsque la Compagnie de Jésus est supprimée en 1773. 
À partir de 1787 sous le rectorat d'Anselm Franz von Bentzel, l'université de Mayence s'ouvrit également aux protestants et aux juifs, tout en maintenant une des plus importantes chaire de théologie catholique du Saint-Empire.
Lors de la prise de Mayence par les troupes de la République française et la création de la République de Mayence, suivie de sa reconquête par les troupes prussiennes, les activités de l'université furent réduites. 
L'université fut officiellement supprimée en 1798 lorsque Mayence fit à nouveau partie de la République française, après le traité de Campo Formio. Toutefois la Faculté de médecine y fut maintenue sous forme d'École spéciale de médecine qui continua jusqu'en 1828.

## Professeurs
- Jean Buys (1547-1611), professeur d'Écriture sainte, de théologie dogmatique et morale.
- Nicolaus Serarius (1555-1609), prêtre jésuite, historien et exégète.
- Charles-Henri de Metternich-Winnebourg (1622-1679), recteur de l'université de 1664 à 1666.
- Rudolf Eickemeyer (1753-1825), mathématicien, ingénieur et général de la République française.

## Étudiants
- Johann Henrich Ursinus (1608-1667), théologien luthérien allemand.
- Adam Lux (1765-1793), philosophe et membre de la Convention rhéno-germanique (guillotiné à Paris.